# 알퐁스 드 라마르틴
알퐁스 마리 루이 드 프라 드 라마르틴(Alphonse Marie Louis de Prat de Lamartine, 1790년 10월 21일 ~ 1868년 2월 28일) 은 프랑스 낭만파 시인이다.
마콩 (Mâcon)에서 출생하였다. 1820년 처녀시집 〈명상 (瞑想) 시집〉을 발표하여 일약 유명해졌다. 이 시집의 발표는 프랑스 시의 역사상 한 시기를 긋는 중대한 사건이며 이후 낭만파시인들은 그를 스승으로 모셨다.또 그는 외교관과 정치가로서도 활약하여 〈지롱드 당사 (黨史)〉(1847년)를 발표하여 민중에게 호소하였고, 1848년에는 프랑스 임시정부의 외무대신까지 지냈다.
그러나 후에 명성도 잃어버리고 만년에 빚더미 속에 파묻혀 실의 속에서 죽었다.그간 많은 시와 정치적 논설 또는 문학적 산문을 발표하였다. 대표작으로는 〈신 (新) 명상시집〉(1823년), 〈시적·종교적 해조(諧調) 시집〉(1830년), 두 개의 서사시 〈조슬렝〉(1836년), 〈천사의 실추 (失墜)〉(1838년), 그리고 〈정관 (靜觀) 시집〉(1839년) 등을 들 수 있다.

## 역대 선거 결과
| 선거명      | 직책명 | 대수 | 정당       | 득표율 | 득표수   | 결과 | 당락 |
| ----------- | ------ | ---- | ---------- | ------ | -------- | ---- | ---- |
| 1848년 선거 | 대통령 | 1대  | 자유공화당 | 0.2%   | 17,210표 | 5위  | 낙선 |

## 참고 자료
- 이 문서에는 다음커뮤니케이션(현 카카오)에서 GFDL 또는 CC-SA 라이선스로 배포한 글로벌 세계대백과사전의 내용을 기초로 작성된 글이 포함되어 있습니다.